# Michel Rio
Michel Rio (Bretaña, 1945) es un escritor francés que cultiva tanto la novela, como el teatro, el cuento y otros géneros literarios.

## Biografía
Michel Rio es licenciado y máster en Enseñanza de Letras Modernas en la Universidad de Caen y en Semántica por la Escuela de Estudios Superiores en Ciencias Sociales de París, donde también cursó estudios de doctorado. Entre 1972 y 1981 trabajó para las editoriales francesas Les Lettres Nouvelles-Maurice Nadeau, Hachette y Bordas. Desde 1981 se dedica exclusivamente a escribir.
Es autor de más de quince novelas, entre las que destacan: Melancolía norte (1982), premio Société des gens de lettres, La percha del loro (1983), Gran premio Société des gens de lettres, Alisios (1984), premio de los Creadores, Archipel (1987), Merlín (1989), Faux pas (1991), primer premio C.E. Renault, Tlacuilo (1992), premio Médicis, El principio de incertidumbre (1993), La estatua de la libertad (1997), Morgana (1999), Arthur (2001) y La Terre gaste (2003).
También ha publicado libros de cuentos, como Les aventures des Oiseaux-Fruits (1978) y Les Polymorphes (1991), con ilustraciones del propio autor, y el libreto de la ópera infantil, Un roi sans soleil (1975), con música de Sergio Ortega. Asimismo ha cultivado el género dramático —L'Ouroboros (1985), Baleine pied-de-poule (1990), Script (2002)—, y del ensayo, como Le rêveur et le logicien (1987) y Rêve de logique (1992), entre otros.